# 基礎英語2
『基礎英語2』（きそえいご2）は、NHKラジオ第2放送で、月曜日から金曜日の本放送は6:15 - 6:30、再放送は19:00 - 19:15、21:15 - 21:30に放送されている、NHK語学番組のひとつ。
かつては「基礎英語」「続基礎英語」の名前で放送され、1994年度から最初のシリーズとなる「基礎英語2」となり、2002年度から2004年度「新基礎英語2」に衣替えした後、2005年度から現在に至る。2012年度から現在も、番組冒頭に一連の基礎英語シリーズの共通ジングルを放送するようになった。
2019年度現在の講師は、高田智子（明海大学外国語学部・同大学院応用言語学研究科教授)。
NHKの英会話講座に独自につけられているレベルの目安で、レベル2（中学2年レベル）、CEFRで、A1と位置づけられている。
2021年3月で語学番組全編の再編のため終了。2021年度からは、新番組「中学生の基礎英語 レベル2」を放送。

## 放送内容

### 2020年度
講師：高田智子（明海大学外国語学部・同大学院応用言語研究科教授）
ゲスト：ジェフ・ハッシュ、キンバリー・ティアニー
月ごとの放送内容。
- 4月：自分や友だちのことについて話してみよう
- 5月：人やもののようすについて表現してみよう
- 6月：友だちをいろいろなことに誘ってみよう
- 7月：好きなことや物について話してみよう
- 8月：夏の特別編 1か月で重要ポイント総まとめ!
  - 4月～7月の復習
- 9月：毎日していることについて言ってみよう
- 10月：したいことや欲しいものについて話してみよう
- 11月：道順や行き方を聞いたり教えたりしてみよう
- 12月：進行中のことについて話してみよう
- 1月：過去のできごとについて話してみよう
- 2月：自分の考えを伝えてみよう
- 3月：自分の気持ちを伝えてみよう

### 2019年度
講師:高田智子（明海大学外国語学部・同大学院応用言語学研究科教授）
ゲスト:ジェフ・ハッシュ、キンバリー・ティアニー
月ごとの放送内容。
- 4月：自分や友だちのことについて話してみよう!
- 5月：人やもののようすについて話してみよう!
- 6月：友だちをいろいろなことに誘ってみよう!
- 7月：好きなものを話題にしてみよう!
- 8月：夏の特別編 1か月で重要ポイント総まとめ!
  - 4月～7月の復習
- 9月：毎日の生活について話してみよう!
- 10月：自分のしたことについて話してみよう!
- 11月：道順をたずねたり答えたりしてみよう!
- 12月：進行中のことについて話してみよう!
- 1月：過去にあったことを話してみよう!
- 2月：賛成・反対などの意見を言ってみよう!
- 3月：自分の考えをことばにしてみよう!

### 2018年度
講師:高田智子（明海大学外国語学部・同大学院応用言語学研究科教授）（月曜日～木曜日担当）、田村岳充（宇都宮大学教育学部助教）（金曜日担当）
ゲスト:サマンサ・マリー、ジェフ・ハッシュ
月ごとの放送内容。
- 4月：自分のことを相手に伝えてみよう!
- 5月：友だちについて話してみよう!
- 6月：友だちをいろいろなことに誘ってみよう!
- 7月：好きなことについて話してみよう!
- 8月：夏の特別編 重要ポイント総まとめ!
  - 4月～7月の復習
- 9月：毎日の生活について話してみよう!
- 10月：やってみたいことについて話してみよう!
- 11月：道順についてたずねてみよう!
- 12月：進行中のことについて話してみよう!
- 1月：少し前のことについて話してみよう!
- 2月：賛成・反対などの意見を言ってみよう!
- 3月：自分の考えをことばにしてみよう!

### 2017年度
講師:西垣知佳子（千葉大学教授）（月曜日～木曜日担当）、田村岳充（宇都宮大学教育学部附属中学校教諭）（金曜日担当）
ゲスト:クリス・ネルソン、サマンサ・マリー
月ごとの放送内容。
- 4月：自分がしたことを伝えてみよう!
- 5月：人やものの外見を説明してみよう!
- 6月：親しい人を誘ってみよう!
- 7月：好きになり始めたことを伝えてみよう!
- 8月：夏の特別編 重要ポイント総まとめ!
  - 4月～7月の復習
- 9月：自分の日課を話してみよう!
- 10月：欲しいものをていねいに言ってみよう!
- 11月：道順をたずねたり、答えたりしてみよう!
- 12月：進行していることについて話してみよう!
- 1月：過去のことについて話してみよう!
- 2月：賛成・反対などの意見を言ってみよう!
- 3月：自分の意見や感じたことを言ってみよう!

### 2016年度
講師:西垣知佳子（千葉大学教授）
ゲスト:クリス・ネルソン、サマンサ・マリー
月ごとの放送内容。
- 4月：自分の気持ちを伝えよう!
- 5月：人の様子を表現をしてみよう!
- 6月：相手のしたいことを想像して誘ってみよう!
- 7月：何をすることが好きか、たずねたり答えたりしてみよう!
- 8月：夏の特別編 重要ポイント総まとめ!
  - 4月～7月の復習
- 9月：習慣について話してみよう!
- 10月：レストランで注文してみよう!
- 11月：いろいろな場所で道案内してみよう!
- 12月：進行中の動作について話してみよう!
- 1月：過去にしたことを伝えてみよう!
- 2月：自分の意見とともに、賛成・反対を伝えてみよう!
- 3月：理由とともに、感想を伝えてみよう!

### 2015年度
講師:阿野幸一 (文教大学国際学部国際理解学科教授)
ゲスト:カレン・ヘドリック、ピーター・ヴァン・ガーム
月ごとの放送内容。
- 4月：こちら宇宙ステーション、エコ7!
- 5月：Qドライブを探せ
- 6月：アンジェラのアイデア
- 7月：ロボットの名前は…!?
- 8月：夏期復習シリーズ
  - 4から7月の復習
- 9月：がんばれ、ラーラ!
- 10月：宇宙のクルージングへ出発!
- 11月：ラーラと遊びたいの!
- 12月：エコ7で、メリークリスマス!
- 1月：いい知らせ、悪い知らせ
- 2月：ラーラはどこに?
- 3月：ぼくたちの未来に

### 2014年度
講師:阿野幸一 (文教大学国際学部国際理解学科教授)
ゲスト:カレン・ヘドリック、戸田ダリオ
月ごとの放送内容。
- 4月：パイナップルタウンへようこそ!
- 5月：遊園地へ行こうよ!
- 6月：わたしのチュチュを見て!
- 7月：あなたはわたしのヒーローよ!
- 8月：夏期復習シリーズ
  - 4から7月の復習
- 9月：あなたのボーイフレンドなの?
- 10月：いざ、宝の島へ!
- 11月：ロックしようぜ!
- 12月：マジックショーへようこそ
- 1月：何かが起こる?
- 2月：これって、もしかして!
- 3月：みんなの宝物

### 2013年度
講師：阿野幸一 (文教大学国際学部国際理解学科教授)
ゲスト：カレン・ヘドリック、戸田ダリオ
月ごとの放送内容。
- 4月：いっしょだね!
  - 英語らしく発音できる
  - 会話を始めたり終わらせたりすることができる
  - 会話を続けるために相手をうながすことができる
  - 簡単なカードを書くことができる
  - 一般動詞の過去形、be動詞の過去形
- 5月：そんなバナナ!?
  - 自分の体調を伝えたり、人の体調を気にかけたりできる
  - 休暇や週末の予定についてたずねたり、話したりできる
  - 天気予報など、はっきりと話されたアナウンスの要点を理解できる
  - 値段をたずねて、買うことができる
  - when節、過去進行形、未来表現など
- 6月：犬も歩けばボールに当たる!
  - 人に具合をたずねることができる
  - 予約・待ち合わせの約束など、電話で時間や場所を伝えられる
  - 人にアドバイスすることができる
  - 辞書を使うことができる
  - should、must、have to など
- 7月：ゆかたでゆかった夏祭り!
  - 人や物の位置を聞いて理解し、表現することができる
  - 身近な話題について意見を伝えられる
  - 賛成か反対かを伝え、その理由を言うことができる
  - ポスターなどから基本的な情報を理解できる
  - that節、because節など
- 8月：夏期復習シリーズ
  - 4から7月の復習
- 9月：電話に出んわ?
  - やさしいことばでスピーチができる
  - 電話で日常的な会話を聞き取り、伝えることができる
  - 自分の住んでいる地域について説明できる
  - 人や物の外見について説明できる
  - There is／are...、動詞（look）＋形容詞など
- 10月：包帯巻いて、やりたい放題!
  - 欲しいものやしたいことを言うことができる
  - 自分の感情・状態を伝えることができる
  - 飲み物や食べ物を注文できる
  - 行きたい場所をたずねたり、答えたりできる
  - 不定詞（副詞用法、名詞用法、形容詞用法）など
- 11月：パイを食べて、おなかいっパイ!
- 12月：クリスマスカードをお贈りすます!
- 1月：チャペルに行くのはきょうかい?
- 2月：モンスターだって、スターだモン!
- 3月：飛行機で陽気に行こうき!

### 2012年度
講師：佐藤久美子（玉川大学教授）
ゲスト：ジャニカ・サウスウィック、クリス・パーハム
月ごとの放送内容。
- 4月：スミス一家、イギリスへお引っ越し!
  - 親しさに合わせてふさわしいことばを使ってあいさつできる
  - 名前や出身地・学校名など簡単な自己紹介ができる
  - 簡単なことばで日常の学校のできごとを説明できる
  - 家や住んでいる場所について説明できる
  - 過去時制（進行形）、canの使い方、look＋形容詞
- 5月：キュー・ガーデンでのピクニック
  - 電話で予約をしたり待ち合わせの時間を決めたりすることができる
  - 人にお願いして鉛筆や自転車などを借りることができる
  - 休暇や週末の予定について簡単に話すことができる
  - 日常的なものについて簡単なことばを使って説明が書ける
  - 未来の表現(be going to…, will)、may, must, will, should の使い方
- 6月：絵本作家が学校にやってくる!
  - 短いことばで歌や本について何が好きか言うことができる
  - ゆっくり語られた物語なら要点と大筋を理解できる
  - 人の動物の外見についてごく簡単に説明できる
  - andやthenなどを使いよく知っている物・事について簡単な文章を書くことができる
  - 不定詞1、There構文、【主語＋動詞＋人＋物】、that節
- 7月：エディンバラとパリへの旅
  - ていねいに人を呼びとめて道順、時刻などを質問できる
  - 飛行場・駅で簡潔なアナウンスを聞き時刻などを聞くことができる
  - バスや電車などのチケットの購入に必要な情報をたずねることができる
  - 自分の体験した重要な経験を簡単に説明し書くことができる
  - Whenで始まる節、疑問詞を含む文
- 8月：夏期復習シリーズ
  - 4から7月の復習
- 9月：新学期スタート&プレミアリーグ
  - plusを使った単純な計算を理解できる
  - 「おくれる」「行けない」などの日常的なメッセージを伝えることができる
  - 自分の趣味や興味を説明できる
  - 自分の学習スケジュールを書くことができる
  - 不定詞2（復習）、動名詞1（enjoy…ingなど）
- 10月：インドカレー大好き!&ハロウィーン・パーティー
  - ポスター・パンフレット・看板などに書かれた基本情報を理解できる
  - 徒歩・バス・電車での目的地までの行き方を理解できる
  - 人が「うれしい」「疲れた」などの感情や状態を話したときにその内容を理解できる
  - 何が問題だと思うかを言うことができる
  - 比較級1（形容詞＋-er than／-est、the most）
- 11月：たき火の夜&キャティーの見学旅行
  - どこに何があってどの方向へ行けばいいか理解できる
  - 「わかりません」と伝えたり英語での言い方をたずねたりすることができる
  - 「寒い」「こわい」などの感覚を単純なことばを使って表現できる
  - 何が・いつ・どこで起こったかを簡単な文で説明し書くことができる
  - 比較級2（as〜as）、call+目的語+補語、ask (人) to +動詞の原形
- 12月：ロンドンのクリスマス
  - 値段がいくらかをたずねて簡単な買い物をすることができる
  - 店での明瞭なアナウンスから数や値段を聞き取ることができる
  - 日常会話でわからないとき相手にもう一度言ってもらうことができる
  - 贈り物へのお礼をごく簡単なことばで書くことができる
  - Ifで始まる節
- 1月：新しい年&キャティーの誕生日
  - イラストを使って自宅やお店への行き方を書いて説明することができる
  - 食べ物や飲み物を相手にすすめることができる
  - 賛成しているかほかの意見があるのかを伝えられる
  - 誕生日カードや年賀状など短いあいさつのカードを書くことができる
  - 動名詞2（復習）、受け身
- 2月：ミュージカル観劇&チャリティー・バザー
  - 人に具合をたずねたり自分の気持ちや状況を伝えたりすることができる
  - カタログなどを使い品番や値段などの必要な情報を見つけることができる
  - 天気予報などはっきりと話されたアナウンスの要点を聞き取ることができる
  - 順序だてて短い物語を語ることができる
  - 助動詞のまとめ
- 3月：学校の音楽祭&ロンドン観光
  - ポスター・パンフレット・看板などに書かれた基本情報を理解できる
  - 徒歩・バス・電車での目的地までの行き方を理解できる
  - 人が「うれしい」「疲れた」などの感情や状態を話したときにその内容を理解できる
  - 何が問題だと思うかを言うことができる
  - 総復習

### 2011年度
講師：高本裕迅（白百合女子大学教授）
ゲスト：キコ・ウィルソン、マックスウェル・パワーズ
月ごとの放送内容。
- 4月：秘密のクラブ A-3結成!
  - いろいろな疑問文、命令文、be動詞の使いわけ
- 5月：自転車で30キロメートル往復しなさい!
  - 特殊疑問文、be動詞を使った文
- 6月：お兄ちゃんの初デートをかなえろ!
  - さまざまな文型、未来表現
- 7月：裏山探検とビーチでのバーベキュー
  - 不定詞
- 8月：夏期復習シリーズ
  - 4から7月の復習（いろいろな疑問文、不定詞など）
- 9月：新ルートを探せ!
  - 不定詞（復習と発展）、義務の表現、未来表現
- 10月：3人いっしょにバースデーのはずが…?
  - 助動詞のまとめ
- 11月：体育祭と文化祭が同じ月?!
  - 接続詞、前置詞
- 12月：期末テスト、クリスマス・パーティー、そしてまさか結婚?!
  - there構文
- 1月：こまっている人を助けよ!
  - 分詞(現在分詞、過去分詞)、動名詞
- 2月：バレンタイン、長電話、1人だけのミッション
  - 比較（as... asなども含む）、受け身
- 3月：スキー合宿 in 北海道、そして…
  - 9月からの総復習

### 2010年度
講師：高本裕迅（白百合女子大学教授）
ゲスト：キコ・ウィルソン、マックスウェル・パワーズ
月ごとの放送内容。
- 4月：奈々のほっぺたに…
  - 中学1年の復習
- 5月：Shoeboxがない!
  - What〜?やHow〜?を使った疑問文、be動詞
- 6月：シアトル探検
  - さまざまな文型、未来表現、距離や時間の表現、助動詞
- 7月：楽しいバーベキュー、そして一時帰国
  - 不定詞（名詞用法、形容詞用法、副詞用法）
- 8月：夏期復習シリーズ
  - 4から7月の復習（いろいろな疑問文、未来表現、不定詞など）
- 9月：誕生パーティー
  - 不定詞の復習と発展、義務の表現、未来表現（will）、that節
- 10月：ホームカミング
  - 助動詞の整理（can、may、must、will、have to、be able to、be going to）
- 11月：みんなでサンクスギビング
  - 接続詞（when、because、ifなど）、前置詞（位置、時間、距離など）
- 12月：今年はホワイトクリスマス?!
  - there構文（is / are、疑問文、否定文）
- 1月：ミンジュンの抱負
  - 分詞（現在分詞、過去分詞）、動名詞
- 2月：バラ色の友情
  - 比較（as... asも含む）、受け身
- 3月：動物園でデート
  - 9月からの総復習

### 2009年度
講師：高本裕迅（白百合女子大学教授）
ゲスト：マイコ・コープランド、トム・メレスキ
月ごとの放送内容。
- 4月：トモと良太、冒険へ出発
  - 中学1年の復習、疑問文（where,what,what time）、現在・過去とその進行形、look/sound+形容詞、感嘆文、会話の決まり文句
- 5月：新しい出会い、新しい友達
  - 文の種類（特殊疑問、付加疑問）、未来、How long...?、Why don't you...?、依頼表現
- 6月：ピラニアのサンドイッチ
  - 不定詞（名詞、形容詞、副詞用法）
- 7月：2つの秘密、イルカ、そしてペンダント
  - 不定詞のまとめと発展
- 8月：夏期復習シリーズ
  - 4月から7月の復習
- 9月：トモと良太の再会!
  - 助動詞（ほかにhave to,be able to,will/be going to）
- 10月：新生活になじめるかな?
  - 接続詞（when,before,afterなども含む）
- 11月：緊張の連続
  - 前置詞（位置、時間、距離など）
- 12月：お祝い
  - 分詞（現在分詞・過去分詞）と動名詞 finish/enjoy ...ing
- 1月：来客
  - 比較（特殊な形も含む）
- 2月：カギをにぎる女性たち
  - 受け身
- 3月：冒険の終わり
  - 9月からの総復習

### 2008年度
講師：高本裕迅（白百合女子大学教授）
ゲスト：マイコ・コープランド、トム・メレスキ
月ごとの放送内容。
- 4月：飛行機ってうるさい!　それに英語で学校?
  - 形容詞（be/feel/look+形容詞）、名詞の複数形、過去・過去進行形、道順の説明、There構文
- 5月：新品のサーフ・ボードがぬすまれた!
  - 文の種類（選択疑問、特殊疑問、付加疑問）、未来表現(will,be going to)、How much/many/long...?など
- 6月：もう夏休みなの?!／礼くんの初恋!?
  - 不定詞（名詞、形容詞、副詞用法）
- 7月：一時帰国が待ち遠しい!／おはしとラブ…
  - 不定詞のまとめと発展
- 8月：夏期復習シリーズ
  - 4月から7月の復習
- 9月：愛ちゃんが泣いてる!
  - 助動詞（can,must,will,could,should,have to,be able to）
- 10月：仲直り／フラダンス大会
  - 接続詞（when,before,after,if,because）
- 11月：礼くん、運転する／鳴きまねゲーム
  - 前置詞（位置、時間、距離など）
- 12月：ホノルルマラソンに出場!
  - 分詞（現在分詞・過去分詞）と動名詞 finish/enjoy ...ing
- 1月：ハワイのお正月は静かすぎる
  - 比較（特殊な形も含む）
- 2月：Rickに夕食をふるまう／パパが休暇をもらった
  - 受け身（by以外の前置詞の場合も含む）
- 3月：「愛」はどこまでも
  - 9月からの総復習

### 2007年度
講師：中田清一（青山学院大学名誉教授）
ゲスト：カレン・ヘドリック、ジョッシュ・ケラー
月ごとの放送内容。
- 4月：文型、文の種類(1)、接続詞(1)and,but,or
- 5月：過去形、文の種類(2)
- 6月：現在進行形・過去進行形、助動詞can,may,must,should,would
- 7月：未来の表し方will,be going to
- 8月：復習
- 9月：受身形
- 10月：不定詞
- 11月：動名詞
- 12月：接続詞(2)while,when,before,after,becauseなど
- 1月：比較表現（比較級、最上級）
- 2月：修飾語句
- 3月：現在完了、復習

### 2006年度
講師：長田哲男（国士舘大学専任講師）
ゲスト：ヴァネッサ・アンソニー、サイラス・ロルビン
月ごとの放送内容。
- 4月：未来の表現 (Unit-1) 、進行形 (Unit-2)
- 5月：接続詞(1) (Unit-3) 、疑問詞 (Unit-4)
- 6月：命令文 (Unit-5) 、 受動態 (Unit-6)
- 7月：助動詞(1) (Unit-7) 、 助動詞(2) (Unit-8)
- 8月：復習 - 5-7月の放送をまとめたもの
- 9月：接続詞(2) (Unit-9) 、文型 (Unit-10)
- 10月：動名詞 (Unit-11) 、不定詞 (Unit-12)
- 11月：動名詞と不定詞 (Unit-13) 、否定疑問文・付加疑問文 (Unit-14)
- 12月：比較(1) (Unit-15) 、比較(2) (Unit-16)
- 1月：感嘆文 (Unit-17) 、現在完了(1) (Unit-18)
- 2月：現在完了(2) (Unit-19) 、重要構文 (Unit-20)
- 3月：1年間のまとめ (Unit-21)

### 2005年度
講師：長田哲男（国士舘大学専任講師）
ゲスト：ヴァネッサ・アンソニー、サイラス・ロルビン
月ごとの放送内容。
- 4月：時制(1) (Unit-1) 、時制(2) (Unit-2)
- 5月：進行形 (Unit-3) 、助動詞(1) (Unit-4)
- 6月：助動詞(2) (Unit-5) 、 受動態(1) (Unit-6)
- 7月：受動態(2) (Unit-7) 、 疑問詞 (Unit-8)
- 8月：復習
- 9月：文型 (Unit-9) 、命令形 (Unit-10)
- 10月：動名詞 (Unit-11) 、不定詞 (Unit-12)
- 11月：動名詞と不定詞 (Unit-13) 、付加疑問 (Unit-14)
- 12月：比較(1) (Unit-15) 、比較(2) (Unit-16)
- 1月：接続詞(1) (Unit-17) 、接続詞(2) (Unit-18)
- 2月：感嘆文・強調構文 (Unit-19) 、重要構文 (Unit-20)
- 3月：1年間の総まとめ (Unit-21) 、復習

### 1996年度
講師：見上晃（東洋女子短期大学教授）
ゲスト：アン・ラゾー、スティーブ・ソレイシィ
月ごとの放送内容。
- 4月：Television, What do you eat?, Water, Culture Difference
  - can、進行形、命令文、have to
- 5月：Good and Bad Days, Soccer, Australia, Injuries
  - 過去形、過去進行形
- 6月：Country vs. City, Living Abroad, Weather, Festivals
  - 未来をあらわす形、否定の命令文
- 7月：English, Birthdays, Movies, Ailments
  - may、must、強調
- 8月：4月 - 7月の復習
- 9月：Old Age, Earthquakes, Alcohol, School
  - 受け身
- 10月：Families, Fall, Fashion, Baseball
  - 不定詞、動名詞、後置修飾
- 11月：International Food, Alice, Smoking, Homes & Homeless
  - 比較、最上級、付加疑問、as 〜 as
- 12月：Shopping, Music, Christmas, Japanese Myths
  - 感嘆文、目的語を２つとる動詞
- 1月：New Year, Anne Frank, Friends, Computer Games
  - S＋V＋O、文の作り
- 2月：Famous Fables, Valentine's Day, Skiing, Sitting Bull
  - 接続詞
- 3月：School Uniforms, Skakespeare, Graduation
  - まとめ